# Nekrolog 1. Quartal 1902
Nekrolog
◄◄
| ◄
| 1898
| 1899
| 1900
| 1901
| 1902 | 1903 | 1904 | 1905 | 1906 | ► | ►►
1. Quartal |
2. Quartal |
3. Quartal |
4. Quartal 1902
Weitere Ereignisse | Allgemeiner Nekrolog 1902
Die Beschreibung der verstorbenen Person sollte so kurz wie möglich gehalten sein und nur deren signifikante Tätigkeit(en) enthalten.
Neue Namen ggf. auch unter dem Geburts- und Sterbedatum, also etwa unter 1. Januar und im Geburts- und Sterbejahr (2024) eintragen (nur bei entsprechender großer Wichtigkeit). Für Beispiele siehe die schon vorhandenen Artikel.
Außerdem über die fünf zuletzt Verstorbenen, zu denen es einen ausreichend guten Artikel für eine Präsentation auf der Hauptseite gibt, nach der todesbedingten Überarbeitung der Artikel ggf. auch unter Wikipedia Diskussion:Hauptseite informieren und sie am besten auch in den anderen Wikipedia-Sprachversionen eintragen. Tipp: Regelmäßig bei news.google.de nach „ist tot“, „gestorben“ oder „verstorben“ suchen.
Wenn eine Person gestorben ist, gibt es viele Seiten zu dieser Person in der Wikipedia, die davon auch betroffen sind und entsprechend aktualisiert werden müssen. Beispiele: Namenübersichtsseite, Geburtsjahr, Geburtsort-Seiten und viele mehr.
Wie finde ich die betroffenen Seiten?
Im Suchfeld auf der linken Seite gibt man den Suchbegriff so ein: „Vorname Nachname“. Dann klickt man auf Volltext und alle Seiten mit entsprechendem Suchtext werden aufgerufen. Hier sieht man dann schnell, wo auch das Todesjahr Sinn macht oder sogar ein Teil des Artikels angepasst werden muss. Auch hilft das „Werkzeug“ auf der linken Seite sehr gut, um solche Seiten aufzufinden: „Links auf diese Seite“. Somit ist die Wikipedia wieder aktuell in allen Bereichen! Hinweis: bei Eintragung der Kategorie „Gestorben JAHR“ wird der Missbrauchsfilter 49 ausgelöst, was jedoch nicht schlimm ist. Siehe: Spezial:Missbrauchsfilter/49
Dies ist eine Liste von im ersten Quartal 1902 verstorbenen bekannten Persönlichkeiten. Die Einträge erfolgen innerhalb der einzelnen Daten alphabetisch sortiert. Tiere sind im Nekrolog für Tiere zu finden.

## Januar
| Tag        | Name                                    | Beruf, bekannt als                                                                                        | Alter | Beleg |
| ---------- | --------------------------------------- | --- | ----- | ----- |
| 1. Januar  | Alexander von Bensa                     | österreichischer Genre- und Schlachtenmaler                                                               | 81    |       |
| 1. Januar  | Heinrich Grünbeck                       | österreichischer Ordensgeistlicher, Abt des Stiftes Heiligenkreuz                                         | 83    |       |
| 1. Januar  | Johann Eduard Jacobsthal                | deutscher Architekt und Hochschullehrer                                                                   | 62    |       |
| 1. Januar  | Anna Löhn-Siegel                        | deutsche Frauenrechtlerin, Schriftstellerin und Königliche Hofschauspielerin                              | 71    |       |
| 1. Januar  | James W. Reid                           | US-amerikanischer Politiker                                                                               | 52    |       |
| 1. Januar  | Julius von Staudinger                   | deutscher Jurist                                                                                          | 65    |       |
| 2. Januar  | Carl Eugen Zimmermann                   | deutscher Baumeister und Beigeordneter Bürgermeister der Stadt Aachen                                     | 73    |       |
| 3. Januar  | Pierre Heude                            | französischer Missionar und Naturforscher                                                                 | 65    |       |
| 3. Januar  | Peter Herrmann                          | deutscher Beamter, Politiker (Nationalliberale Partei) und Landtagsabgeordneter des Großherzogtums Hessen | 73    |       |
| 3. Januar  | Carl August Schröder                    | deutscher Jurist und Politiker, MdHB                                                                      | 82    |       |
| 3. Januar  | Hermann von Walter                      | deutsch-baltischer Arzt                                                                                   | 37    |       |
| 4. Januar  | Auguste Jauch                           | deutsche hamburgische Wohltäterin                                                                         | 79    |       |
| 4. Januar  | Claudius Schraudolph der Jüngere        | deutscher Maler und Illustrator                                                                           | 58    |       |
| 4. Januar  | Salomon Meyer Sternberg                 | deutscher Tabakarbeiter und Arbeiterführer                                                                | 77    |       |
| 4. Januar  | Ernst von Weber                         | deutscher Reiseschriftsteller und Tierschützer                                                            | 71    |       |
| 6. Januar  | Edward Clark                            | US-amerikanischer Architekt                                                                               | 79    |       |
| 6. Januar  | Lars Hertervig                          | norwegischer Landschaftsmaler                                                                             | 71    |       |
| 7. Januar  | Johann von Bloch                        | polnischer Finanzier und Industrieller                                                                    | 65    |       |
| 7. Januar  | Julius Friedrich von Gilsa              | preußischer Generalmajor                                                                                  | 74    |       |
| 7. Januar  | Wilhelm Hertz                           | deutscher Dichter, Wissenschaftler und Epiker                                                             | 66    |       |
| 8. Januar  | Joaquim Augusto Mouzinho de Albuquerque | portugiesischer Militär und Beamter                                                                       | 46    |       |
| 8. Januar  | Ludwig Beckmann                         | deutscher Maler                                                                                           | 79    |       |
| 8. Januar  | Robert Hassencamp                       | deutscher Pädagoge und wissenschaftlicher Autor                                                           | 53    |       |
| 8. Januar  | Emil Ladenburg                          | deutscher Unternehmer und Bankier                                                                         | 79    |       |
| 8. Januar  | Franz Xaver Stoll                       | deutscher Pädagoge und Gymnasiallehrer                                                                    | 67    |       |
| 8. Januar  | Adam Worth                              | US-amerikanischer Krimineller, deutscher Herkunft                                                         |       |       |
| 9. Januar  | Louis Kugelmann                         | deutscher Mediziner und Sozialdemokrat                                                                    | 73    |       |
| 9. Januar  | Gustav Rebling                          | deutscher Komponist und Dirigent                                                                          | 80    |       |
| 9. Januar  | Gustave Rolin-Jaequemyns                | belgischer Jurist, Politiker und Diplomat                                                                 | 66    |       |
| 9. Januar  | Johann Baptist Sigl                     | deutscher Journalist, Herausgeber und Politiker, MdR                                                      | 62    |       |
| 10. Januar | Iwan Wassiljewitsch Muschketow          | russischer Geologe                                                                                        | 52    |       |
| 11. Januar | Richard Reid Dobell                     | kanadischer Politiker                                                                                     |       |       |
| 11. Januar | Adam Flasch                             | deutscher Klassischer Archäologe                                                                          | 57    |       |
| 11. Januar | James James                             | walisischer Harfist                                                                                       |       |       |
| 11. Januar | Cornelis Petrus Tiele                   | niederländischer reformierter Theologe, Kirchenhistoriker, Orientalist und theologischer Philosoph        | 71    |       |
| 12. Januar | Käthe Brandt                            | deutsche Theaterschauspielerin                                                                            | 17    |       |
| 12. Januar | Heinrich Kruse                          | deutsch-nationaler Journalist, Dichter und Schriftsteller                                                 | 86    |       |
| 13. Januar | Jacques Gabriel Bulliot                 | französischer Weinhändler und Amateurarchäologe                                                           | 84    |       |
| 14. Januar | Cato Maximilian Guldberg                | norwegischer Mathematiker und Chemiker                                                                    | 65    |       |
| 15. Januar | Johann Nepomuk Baur                     | schwäbischer Landwirt und Politiker (Patriotenpartei, bayerische Zentrumspartei)                          | 75    |       |
| 15. Januar | Sofus Høgsbro                           | dänischer Politiker                                                                                       | 79    |       |
| 15. Januar | Alpheus Hyatt                           | US-amerikanischer Zoologe und Paläontologe                                                                | 63    |       |
| 16. Januar | Eugen Keyler                            | preußischer Generalleutnant                                                                               | 61    |       |
| 16. Januar | Leopold Kuhn                            | österreichischer Theaterdirektor, Kapellmeister und Komponist                                             | 40    |       |
| 17. Januar | Adolf von Bennigsen                     | deutscher Jurist, Gutsbesitzer und Landrat des Kreises Springe                                            | 41    |       |
| 17. Januar | Elias Blix                              | norwegischer Dichter von Kirchenliedern und Politiker der Partei Venstre                                  | 65    |       |
| 17. Januar | Paul Scheffer-Boichorst                 | deutscher Historiker                                                                                      | 58    |       |
| 17. Januar | Heinrich Steinemann                     | Schweizer Landwirt und Politiker                                                                          | 61    |       |
| 18. Januar | Filippo Marchetti                       | italienischerKomponist                                                                                    | 70    |       |
| 18. Januar | Donato Maria dell’Olio                  | italienischer Kardinal                                                                                    | 54    |       |
| 18. Januar | Anton von der Goltz                     | deutscher Rittergutsbesitzer und Politiker, MdR                                                           | 73    |       |
| 19. Januar | Carlos Berg                             | deutschbaltisch-argentinischer Entomologe, Botaniker, Paläontologe und Museumsdirektor                    | 58    |       |
| 19. Januar | Emil Dittler                            | deutscher Bildhauer in München                                                                            | 33    |       |
| 19. Januar | Joseph du Sacré-Cœur                    | Ordensschwester der Sœurs de la charité de la Providence, Jungfrau                                        | 78    |       |
| 19. Januar | August Köhler                           | deutscher Gouverneur von Togoland                                                                         | 43    |       |
| 19. Januar | Ernst Vix                               | deutscher Mediziner                                                                                       |       |       |
| 20. Januar | Cornelius A. Cadmus                     | US-amerikanischer Politiker                                                                               | 57    |       |
| 20. Januar | Carl Ludwig Fahrbach                    | deutscher Maler                                                                                           | 66    |       |
| 20. Januar | Camilla Urso                            | französische Geigerin und Musikpädagogin                                                                  | 59    |       |
| 21. Januar | Heinrich Dähnhardt                      | Senatspräsident beim Reichsgericht                                                                        | 65    |       |
| 21. Januar | Adoniram J. Holmes                      | US-amerikanischer Politiker                                                                               | 59    |       |
| 21. Januar | Emil Selenka                            | deutscher Zoologe und Forschungsreisender                                                                 | 59    |       |
| 21. Januar | Ernst Wichert                           | deutscher Schriftsteller und Jurist                                                                       | 70    |       |
| 21. Januar | Hugo von Ziemssen                       | deutscher Mediziner                                                                                       | 72    |       |
| 22. Januar | Iwan Ossipowitsch Jarkowski             | russischer Bauingenieur                                                                                   | 57    |       |
| 22. Januar | Emil Robert Scheffer                    | deutscher Apotheker und Chemiker                                                                          | 80    |       |
| 22. Januar | Otto Scholderer                         | deutscher Maler                                                                                           | 67    |       |
| 24. Januar | Ferdinand von Reden                     | deutscher Rittergutsbesitzer und Politiker (NLP), MdR                                                     | 66    |       |
| 24. Januar | August Schönborn                        | deutsch-amerikanischer Architekt                                                                          | 74    |       |
| 26. Januar | Clemens von Klinckowstroem              | deutscher Rittergutsbesitzer, Landrat, Mitglied des Preußischen Herrenhauses, MdR                         | 55    |       |
| 27. Januar | Eduard Pierer von Esch                  | österreichischer Offizier und Feldmarschall-Leutnant                                                      | 54    |       |
| 29. Januar | Carl Arendt                             | deutscher Sinologe                                                                                        | 63    |       |
| 29. Januar | Karl von Bock und Polach                | deutscher Kommunalpolitiker                                                                               | 61    |       |
| 29. Januar | Georg Wilhelm Offermann                 | deutscher Jurist und Präsident der Reichsbahndirektion Köln                                               | 82    |       |
| 30. Januar | Charles Edward Pearce                   | US-amerikanischer Politiker                                                                               | 59    |       |
| 30. Januar | Charles F. Sprague                      | US-amerikanischer Politiker                                                                               | 44    |       |
| 31. Januar | Mark Harden Blandford                   | US-amerikanischer Offizier, Jurist und Politiker                                                          | 75    |       |

## Februar
| Tag         | Name                                                                 | Beruf, bekannt als                                                                          | Alter | Beleg |
| ----------- | -------------------------------------------------------------------- | ------------------------------------------------------------------------------------------- | ----- | ----- |
| 1. Februar  | Hans Bartsch von Sigsfeld                                            | deutscher Erfinder und Luftschiffer                                                         | 40    |       |
| 1. Februar  | Franz Egon von Fürstenberg-Herdringen                                | deutscher Fideikommissherr, Politiker                                                       | 83    |       |
| 1. Februar  | Emil Hünten                                                          | deutscher Maler, Zeichner und Illustrator                                                   | 75    |       |
| 1. Februar  | Salomon Jadassohn                                                    | deutscher Komponist, Pianist, Musiktheoretiker und -pädagoge jüdischer Herkunft             | 70    |       |
| 1. Februar  | Max von Klitzing                                                     | deutscher Rittergutsbesitzer und Politiker, MdR                                             | 86    |       |
| 1. Februar  | Nicolas Nuoffer                                                      | Schweizer Politiker und Staatskanzler des Kantons Freiburg                                  | 51    |       |
| 1. Februar  | Theodor Reuter                                                       | österreichischer Architekt                                                                  | 64    |       |
| 1. Februar  | Julius Störzel                                                       | deutscher Jurist und Instanzenrichter                                                       | 84    |       |
| 1. Februar  | Aníbal Zañartu                                                       | chilenischer Politiker                                                                      |       |       |
| 2. Februar  | Viktorine von Butler-Haimhausen                                      | deutsche Sozialreformerin, Philanthropin und Schriftstellerin                               | 90    |       |
| 2. Februar  | Geoffrey FitzClarence, 3. Earl of Munster                            | britischer Peer und Urenkel von König William IV. und seiner Mätresse Dorothea Jordan       | 42    |       |
| 2. Februar  | Ferdinand Dietrich Nikolai Hoerschelmann                             | deutschbaltischer evangelischer Pastor, Theologe und Hochschullehrer                        | 68    |       |
| 2. Februar  | Franz Noska                                                          | österreichischer Politiker                                                                  | 69    |       |
| 2. Februar  | George D. Tillman                                                    | US-amerikanischer Politiker                                                                 | 75    |       |
| 3. Februar  | Neville Bowles Chamberlain                                           | britischer Feldmarschall                                                                    | 82    |       |
| 4. Februar  | George N. Barnard                                                    | US-amerikanischer Fotograf                                                                  | 82    |       |
| 4. Februar  | Jacob Lindboe                                                        | norwegischer Jurist und Politiker                                                           | 58    |       |
| 5. Februar  | Emil Drach                                                           | deutscher Theaterschauspieler, -regisseur und Autor                                         | 46    |       |
| 6. Februar  | Agostino Ciasca                                                      | katholischer Theologe und Kardinal                                                          | 66    |       |
| 6. Februar  | John Colton                                                          | australischer Politiker, zweimaliger Premierminister von South Australia                    | 78    |       |
| 6. Februar  | Friedrich Wilhelm Schmidt                                            | deutscher evangelischer Theologe und Prälat                                                 | 70    |       |
| 6. Februar  | Wolfgang Wagner                                                      | deutscher Posthalter und Politiker (Zentrum), MdR                                           | 67    |       |
| 7. Februar  | Thomas Sidney Cooper                                                 | englischer Landschaftsmaler                                                                 | 98    |       |
| 7. Februar  | Kusumoto Masataka                                                    | japanischer Regierungsbeamter und Politiker                                                 | 63    |       |
| 7. Februar  | Laurent Menager                                                      | luxemburgischer Komponist, Organist und Musikpädagoge                                       | 67    |       |
| 7. Februar  | Sophie Sichart von Sichartshoff                                      | deutsche Schriftstellerin                                                                   | 69    |       |
| 8. Februar  | Rudolf von Croÿ                                                      | westfälischer Standesherr                                                                   | 78    |       |
| 8. Februar  | Sergei Iwanowitsch Mossin                                            | russischer Waffenkonstrukteur und Offizier der russischen Armee                             | 52    |       |
| 8. Februar  | Christopher C. Upson                                                 | US-amerikanischer Politiker                                                                 | 72    |       |
| 9. Februar  | Ludwig von Brenner                                                   | deutscher Dirigent und Komponist                                                            | 68    |       |
| 9. Februar  | Alois Karlon                                                         | österreichischer Priester und Politiker                                                     | 67    |       |
| 10. Februar | Arthur de Cumont                                                     | französischer Politiker, Mitglied der Nationalversammlung                                   | 83    |       |
| 10. Februar | Johann Nepomuk Krieger                                               | deutscher Zeichner und Selenograph                                                          | 37    |       |
| 10. Februar | Julius Schäffer                                                      | deutscher Musiker, Dirigent und Komponist                                                   | 78    |       |
| 11. Februar | Emil Hartmeyer                                                       | deutscher Jurist, Journalist und Verleger                                                   | 81    |       |
| 12. Februar | Friedrich von Boetticher                                             | deutscher Kunsthistoriker                                                                   | 75    |       |
| 12. Februar | Karl Engelbrecht                                                     | deutscher Kunstverglaser                                                                    | 43    |       |
| 12. Februar | Eugen Esche                                                          | deutscher Handelsmann, Textilfabrikant und Politiker (Freisinn), MdL (Königreich Sachsen)   | 56    |       |
| 12. Februar | Albert Falsan                                                        | französischer Geologe                                                                       | 68    |       |
| 12. Februar | Frederick Hamilton-Temple-Blackwood, 1. Marquess of Dufferin and Ava | Generalgouverneur von Kanada und Vizekönig von Indien                                       | 75    |       |
| 12. Februar | Johann Diedrich Plate                                                | deutscher Lehrer und Autor                                                                  | 86    |       |
| 12. Februar | Karl Streit                                                          | bayerischer Regierungsrevisor, Salinenverwalter und Kunstsammler                            | 68    |       |
| 12. Februar | Karl Uhlmann                                                         | sächsischer Landtagsabgeordneter für die Fortschrittspartei                                 |       |       |
| 13. Februar | Edmund Krenn                                                         | österreichischer Genre- und Landschaftsmaler                                                | 56    |       |
| 13. Februar | Robert B. Lindsay                                                    | US-amerikanischer Politiker                                                                 | 77    |       |
| 14. Februar | Tabitha Broberg                                                      | grönländische botanische Sammlerin                                                          | 68    |       |
| 14. Februar | Eduard Wex                                                           | deutscher Bauingenieur                                                                      | 74    |       |
| 14. Februar | Friedrich Wüest                                                      | Schweizer Politiker                                                                         | 58    |       |
| 15. Februar | Leonhard Emil Bach                                                   | deutscher Pianist, Komponist und Musikpädagoge                                              | 52    |       |
| 15. Februar | Wilhelmina Engelman                                                  | niederländische Schauspielerin                                                              | 68    |       |
| 15. Februar | Viggo Hørup                                                          | dänischer Jurist, Politiker, Journalist und Minister                                        | 60    |       |
| 15. Februar | Viqar ul-Umara                                                       | Adeliger des indischen Fürstenstaats Hyderabad, Mitglied des Kronrats und Diwan (1893–1901) | 45    |       |
| 15. Februar | Albert Gallatin Wetherby                                             | US-amerikanischer Malakologe und Mineraloge                                                 | 68    |       |
| 15. Februar | Moritz Wolf                                                          | deutscher Politiker, Abgeordneter im Sächsischen Landtag                                    | 63    |       |
| 16. Februar | Ernst August von Hammerstein                                         | deutscher Militär und Politiker (DHP), MdR                                                  | 62    |       |
| 17. Februar | Magnus Ragnar Bruzelius                                              | schwedischer Arzt und Biologe                                                               | 69    |       |
| 18. Februar | Albert Bierstadt                                                     | US-amerikanischer Maler                                                                     | 72    |       |
| 18. Februar | Marcellin Desboutin                                                  | französischer Maler und Schriftsteller                                                      | 78    |       |
| 18. Februar | Sigismund Wilhelm Koelle                                             | Missionar und Sprachforscher                                                                | 81    |       |
| 18. Februar | Charles Lewis Tiffany                                                | US-amerikanischer Juwelier und Mitbegründer des Unternehmens Tiffany & Co.                  | 90    |       |
| 18. Februar | Julius Wolff                                                         | deutscher Arzt                                                                              | 65    |       |
| 18. Februar | Peter Zindel                                                         | deutscher Architekt                                                                         | 60    |       |
| 19. Februar | Richard Maurice Bucke                                                | kanadischer Psychiater                                                                      | 64    |       |
| 19. Februar | Johannes Halben                                                      | deutscher Lehrer und Politiker, MdHB, MdR                                                   | 72    |       |
| 19. Februar | Julius Usinger                                                       | Kaufmann und Landtagsabgeordneter Großherzogtum Hessen                                      | 73    |       |
| 20. Februar | Wilhelm Asmus                                                        | deutscher Schriftsteller                                                                    | 65    |       |
| 20. Februar | Julius Commentz                                                      | deutscher Kaufmann aus Altona                                                               | 50    |       |
| 20. Februar | Carmelo Mancini                                                      | italienischer Arzt, Epigraphiker und Klassischer Archäologe                                 | 77    |       |
| 21. Februar | Emil Holub                                                           | böhmisch-österreichischer Afrikaforscher                                                    | 54    |       |
| 21. Februar | Mathias Kneißl                                                       | bayerischer Räuber                                                                          | 26    |       |
| 21. Februar | Charles Letourneau                                                   | französischer Anthropologe                                                                  | 70    | [ 1 ] |
| 21. Februar | Franz Thamm                                                          | deutscher Bildhauer                                                                         | 70    |       |
| 22. Februar | Max Büdinger                                                         | deutsch-österreichischer Historiker                                                         | 73    |       |
| 22. Februar | John Ashley Griswold                                                 | US-amerikanischer Jurist und Politiker                                                      | 79    |       |
| 22. Februar | Johann Nepomuk Heinemann                                             | deutscher Lithograf und Fotograf                                                            | 84    |       |
| 22. Februar | Gaston A. Robbins                                                    | US-amerikanischer Geschäftsmann und Politiker                                               | 43    |       |
| 22. Februar | Friedrich Weidling                                                   | deutscher Verleger                                                                          | 80    |       |
| 22. Februar | Erich von Woedtke                                                    | deutscher Jurist und Verwaltungsbeamter                                                     | 54    |       |
| 23. Februar | Samuel Rawson Gardiner                                               | britischer Historiker                                                                       | 72    |       |
| 23. Februar | Christian Harl                                                       | deutscher Geistlicher und Politiker (Zentrum), MdR                                          | 78    |       |
| 23. Februar | Bernhard Maximilian Lersch                                           | deutscher Arzt und Naturwissenschaftler                                                     | 84    |       |
| 23. Februar | Alexander Senger                                                     | deutscher Theaterschauspieler, -regisseur und -intendant                                    | 61    |       |
| 24. Februar | Émilien Cabuchet                                                     | französischer Bildhauer                                                                     |       |       |
| 24. Februar | August Eisenlohr                                                     | deutscher Ägyptologe                                                                        | 69    |       |
| 24. Februar | Otto Lauenstein                                                      | deutscher Jurist und Politiker                                                              | 73    |       |
| 26. Februar | George Washington Anderson                                           | US-amerikanischer Politiker                                                                 | 69    |       |
| 26. Februar | Baptista de Andrade                                                  | Admiral der portugiesischen Marine                                                          | 90    |       |
| 26. Februar | Maxwell Simpson                                                      | irischer Chemiker                                                                           | 86    |       |
| 27. Februar | Josef Gisi                                                           | Schweizer Landwirt und Politiker                                                            | 53    |       |
| 27. Februar | Breaker Morant                                                       | australischer Viehhändler, Reiter, Autor und Soldat                                         |       |       |

## März
| Tag      | Name                                      | Beruf, bekannt als                                                                       | Alter | Beleg |
| -------- | ----------------------------------------- | ---------------------------------------------------------------------------------------- | ----- | ----- |
| 2. März  | Francis Wayland Parker                    | Reformpädagoge in der amerikanischen Lehrerausbildung                                    | 64    |       |
| 3. März  | Isaäc Dignus Fransen van de Putte         | niederländischer Staatsmann                                                              | 79    |       |
| 3. März  | Johannes Klinge                           | russischer Botaniker                                                                     | 50    |       |
| 3. März  | Karl Krause                               | Leipziger Unternehmer                                                                    | 78    |       |
| 4. März  | John Baird                                | schottischer Fußballspieler                                                              | 45    |       |
| 4. März  | Ferdinand Demetz                          | Südtiroler Bildhauer                                                                     | 60    |       |
| 5. März  | Peter Kloeppel                            | deutscher Jurist und Politiker (DFP), MdR                                                | 61    |       |
| 5. März  | Theodor Otto                              | deutscher Ingenieur und Unternehmer                                                      | 59    |       |
| 5. März  | Rufus King Polk                           | US-amerikanischer Politiker                                                              | 35    |       |
| 6. März  | Moriz Kaposi                              | ungarisch-österreichischer Mediziner                                                     | 64    |       |
| 6. März  | Oswald von Uechtritz-Steinkirch           | deutscher Staatsanwalt, Kammergerichtsrat und Politiker, MdR                             | 77    |       |
| 7. März  | Christian Fenger                          | dänischer Pathologe und Chirurg                                                          | 61    |       |
| 7. März  | Johann Fercher von Steinwand              | österreichischer Dichter                                                                 | 73    |       |
| 8. März  | Franz Pogge                               | deutscher Rittergutsbesitzer und Politiker (NLP), MdR                                    | 74    |       |
| 9. März  | Hermann Allmers                           | deutscher Schriftsteller und Kulturhistoriker                                            | 81    |       |
| 9. März  | Petrus von Hötzl                          | Bischof von Augsburg (1895–1902)                                                         | 65    |       |
| 9. März  | Jacob Karel Willem Quarles van Ufford     | niederländischer Jurist und Kolonialbeamter                                              | 83    |       |
| 10. März | Jenny Hirsch                              | deutsche Frauenrechtlerin                                                                | 72    |       |
| 10. März | Charles O’Connor                          | irisch-australischer Ingenieur, Erbauer des Hafens von Fremantle und der Golden Pipeline | 59    |       |
| 11. März | Victor Debonneville                       | Schweizer Politiker (FDP)                                                                | 73    |       |
| 11. März | Friedrich Engelhorn                       | deutscher Unternehmer                                                                    | 80    |       |
| 11. März | Hermann Plathner                          | deutscher Genremaler                                                                     | 70    |       |
| 11. März | Levi Underwood                            | US-amerikanischer Politiker, Anwalt und Vizegouverneur                                   | 80    |       |
| 12. März | John Peter Altgeld                        | US-amerikanischer Politiker                                                              | 54    |       |
| 12. März | Georg Hummel                              | Erfinder der Hummel-Schaltung                                                            | 45    |       |
| 12. März | Maximilian von Parseval                   | bayerischer Generalmajor                                                                 | 78    |       |
| 14. März | Pierre Rebut                              | französischer Kakteengärtner                                                             | 74    |       |
| 14. März | Emil Gottlieb Schuback                    | deutscher Maler                                                                          | 81    |       |
| 15. März | Theophilus T. Garrard                     | US-amerikanischer Militär, General der US-Armee                                          | 89    |       |
| 15. März | Eduard Jost                               | deutscher Autor                                                                          | 64    |       |
| 15. März | Martin Welker                             | US-amerikanischer Politiker                                                              | 82    |       |
| 16. März | Heinrich Baass                            | deutscher Steuermann und Politiker, MdHB                                                 | 67    |       |
| 16. März | Hermann König                             | deutscher Jurist und Politiker (NLP), MdR                                                | 87    |       |
| 16. März | Narcisse Quellien                         | französischer Schriftsteller                                                             | 53    |       |
| 16. März | Henry Constantine Richter                 | britischer Tierillustrator                                                               |       |       |
| 16. März | Moritz Ulffers                            | deutscher Maler, Zeichner und Lithograph                                                 | 83    |       |
| 17. März | Wilhelm Pressel                           | württembergischer evangelischer Pfarrer                                                  | 83    |       |
| 17. März | Max Stromeyer                             | Oberbürgermeister der Stadt Konstanz                                                     | 71    |       |
| 18. März | Ernst Hermann Albert Loewedon Falkenhagen | Berufssoldat, Beamter, Bürgermeister                                                     | 73    |       |
| 18. März | Daniel Wells junior                       | US-amerikanischer Politiker                                                              | 93    |       |
| 19. März | Paul Bulß                                 | deutscher Opernsänger (Bariton)                                                          | 54    |       |
| 19. März | Victor Langer                             | ungarischer Komponist                                                                    | 59    |       |
| 20. März | Noah Davis                                | US-amerikanischer Politiker                                                              | 83    |       |
| 20. März | Adolf Jarisch senior                      | österreichischer Dermatologe                                                             | 52    |       |
| 21. März | Wilhelm Ihne                              | deutscher Altphilologe und Historiker                                                    | 81    |       |
| 21. März | Franz Nachbaur                            | deutscher Opernsänger (Tenor) und Hofkammersänger                                        | 71    |       |
| 21. März | August Robert Tändler                     | deutscher Reichsgerichtsrat                                                              | 51    |       |
| 22. März | Josef Schantl                             | österreichischer Hornist                                                                 | 60    |       |
| 22. März | Alexander von Sybel                       | rheinpreußischer Beamter und Wirtschaftspolitiker                                        | 78    |       |
| 22. März | Russell S. Taft                           | US-amerikanischer Politiker und Anwalt                                                   | 67    |       |
| 23. März | Eduard Borchers                           | Markscheider und Bergrat beim Berg- und Forstamt Clausthal                               | 86    |       |
| 23. März | Karl Joseph Benjamin Herzog               | Staatssekretär des Deutschen Reiches                                                     |       |       |
| 23. März | Emil von Manger                           | deutscher Architekt und Diözesanbaumeister von Münster                                   | 77    |       |
| 23. März | Jakob Missia                              | römisch-katholischer Kardinal                                                            | 63    |       |
| 23. März | Karl Scheufelen                           | deutscher Unternehmer                                                                    | 79    |       |
| 23. März | Kálmán Tisza                              | ungarischer Politiker und Ministerpräsident                                              | 71    |       |
| 24. März | Otto Helm                                 | deutscher Forscher                                                                       | 76    |       |
| 24. März | Josef Löwy                                | österreichischer Maler, k.u.k. Hoffotograf                                               | 67    |       |
| 24. März | Wilhelm Stade                             | deutscher Organist, Dirigent und Komponist                                               | 84    |       |
| 25. März | Philipp von Grünne                        | österreichischer General (Feldzeugmeister)                                               | 68    |       |
| 25. März | Carl Hesselmann                           | deutscher Lehrer und Pflanzenzüchter                                                     | 71    |       |
| 26. März | Cecil Rhodes                              | Gründer des Staates Rhodesien                                                            | 48    |       |
| 26. März | William G. Stahlnecker                    | US-amerikanischer Jurist und Politiker                                                   | 52    |       |
| 27. März | Ernst Kuchenbuch                          | deutscher Landwirt, Soldat, USA-Auswanderer, Manager der Gründerjahre                    | 43    |       |
| 27. März | Josef von Storck                          | österreichischer Architekt und Kunstgewerbler                                            | 71    |       |
| 28. März | Conrad Wilhelm Hase                       | deutscher Architekt und Hochschullehrer, Gründer der Hannoverschen Architekturschule     | 83    |       |
| 28. März | Georg Herbert zu Münster                  | deutscher Diplomat und Politiker, MdR                                                    | 81    |       |
| 28. März | George Fergusson Wilson                   | englischer Industrieller und Pflanzenzüchter                                             | 80    |       |
| 29. März | Sidney Shippard                           | englischer Kolonialadministrator                                                         | 64    |       |
| 30. März | Jules Girard                              | französischer Klassischer Philologe                                                      | 77    |       |
| 30. März | Stephan von Sarter                        | deutsch-französischer Finanzfachmann und Mäzen                                           | 68    |       |
| 31. März | Alexander Bittner                         | österreichischer Geologe                                                                 | 52    |       |
| 31. März | Jakob Huwyler I.                          | Schweizer Maler und Eremit                                                               | 80    |       |
| 31. März | Ernst Lieber                              | deutscher Politiker (Zentrum), MdR                                                       | 63    |       |
| 31. März | Ignaz Stahl                               | deutscher katholischer Theologe                                                          | 62    |       |